# Weng im Gesäuse
Weng im Gesäuse is een plaats en voormalige gemeente in de Oostenrijkse deelstaat Stiermarken. Het is een ortschaft van de gemeente Admont, die deel uitmaakt van het district Liezen.
De gemeente Weng im Gesäuse (tot 1951: Weng, van 1951 tot 2003: Weng bei Admont) telde in 2014 586 inwoners. In 2015 ging ze bij een herindeling, samen met Hall bei Admont en Johnsbach, op in de gemeente Admont.
Admont ·
Aigen im Ennstal ·
Altaussee ·
Altenmarkt bei Sankt Gallen ·
Ardning ·
Bad Aussee ·
Bad Mitterndorf ·
Gaishorn am See ·
Grundlsee ·
Irdning-Donnersbachtal ·
Landl ·
Lassing ·
Liezen ·
Rottenmann ·
Sankt Gallen ·
Selzthal ·
Stainach-Pürgg ·
Trieben ·
Wildalpen ·
Wörschach
Politische Expositur Gröbming:
Aich ·
Gröbming ·
Haus ·
Michaelerberg-Pruggern ·
Mitterberg-Sankt Martin ·
Öblarn ·
Ramsau am Dachstein ·
Schladming ·
Sölk
- Gemeinsame Normdatei: 10073869-2
- Virtual International Authority File: 156913786